# Vikhammer Station
Vikhammer Station (Vikhammer stasjon) er en jernbanestation på Nordlandsbanen, der ligger ved byområdet Vikhammer i Malvik kommune i Norge. Stationen består af to spor med to perroner, et læskur og en mindre parkeringsplads. Den ligger i strandområdet ved Strindfjorden.

## Historie
Stationen blev oprettet som holdeplads 19. juni 1893 på det, der dengang var en del af Meråkerbanen. Oprindeligt hed den Vikhammer som i dag, men den skiftede navn til Vikhamar 1. februar 1926. Indtil 1905 stoppede togene der kun om sommeren, og indtil 1920 var stationen kun bemandet i sommermånederne. Den blev opgraderet til station 1. maj 1942.
22. oktober 1943 blev stationen udstyret med sikringsanlæg, antageligt fra Malvik, der blev nedgraderet til holdeplads i 1942. Stationen blev fjernstyret 11. januar 1976, hvilket betød at opgaven med at stille sporskifter og signaler overgik til fjernstyringscentralen i Trondheim. Stationen var dog fortsat bemandet for ekspedition af passagerer og gods indtil 1. oktober 1977. Betjeningen med persontog blev indstillet 2. juni 1985, hvorefter stationen fik status af fjernstyret krydsningsspor.
Stationen fik tilsyneladende først en stationsbygning omkring 1909, der lå på den sydlige side af banen. Ved opgraderingen til station opførtes en ny toetages stationsbygning i funktionalistisk stil efter tegninger af NSB Arkitektkontor på den modsatte side af banen. Bygningen blev revet ned i 1986.

### Genopretning
Lokaltrafikken i Trondheimregionen blev reorganiseret og genoprettet under navnet Trønderbanen  beyndelsen af 1990'erne, men det omfattede ikke stop i Vikhamar. De tidligere lokaltog mellem Trondheim og Stjørdal og Steinkjer havde haft mange stop, og for at reducere rejsetiden, samtidig med at nye motorvogne af type 92 blev sat i drift i 1985, nedlagde NSB en række af disse stop. Vikhamar var altså en af dem. Det gav anledning til protester fra lokalt hold. Blandt andet blev der argumenteret for genoptagelse af betjeningen med henvisning til at Hommelvik med omtrent lige stor befolkning havde beholdt tre stop.
Resultatet blev at Hallstad i Hommelvik mistede betjeningen med persontog 22. august 1999, mens Vikhamar fik sin tilbage. En medvirkende årsag til genoprettelsen var, at der blev opført et større boligkompleks lige ved stationen. I løbet af 2000'erne forbedredes forholdene for passagererne med først et venteskur og senere ny perron og forbedret adgang med bil til parkeringspladsen.
Stationen skiftede navn til det oprindelige Vikhammer 7. januar 2007. 6. januar 2008 overgik strækningen mellem Trondheim og Hell, hvor stationen ligger, formelt fra Meråkerbanen til Nordlandsbanen.